# Dragiša Vasić
Dragiša Vasić (serbe : Драгиша Васић) né le 2 septembre 1885 à Gornji Milanovac et mort le 20 avril 1945 est un écrivain, essayiste et avocat serbe.

## Biographie
Après des études de droit à l'Université de Belgrade, il est mobilisé dans l'armée serbe et combat dans les Guerres balkaniques et la Première Guerre mondiale. Il est remobilisé peu après la fin de la guerre et participe à des opérations militaires près de la frontière serbo-albainaise, dont il tire le récit Deux mois dans la Sibérie yougoslave, en 1920.
Vasić commence son activité d'écrivain après-guerre, avec des romans inspirés de son expérience combattante. En 1922, il publie le recueil de nouvelles Les Bougies enflammeées (Utuljena kandila) et le roman Les Brumes rouges (Crvene magle), deux œuvres majeures de la littérature serbe de l'entre-deux-guerres.
Dragiša Vasić compte parmi les fondateurs du Club culturel serbe (Srpski kulturni klub, SKK) en 1937, dont il occupe un temps la vice-présidence. 
Dans la Seconde Guerre mondiale, Dragiša Vasić s'engage au côté des Tchetniks de Draža Mihajlović. En 1945, il est capturé et exécuté sommairement par des Partisans yougoslaves.
Il est réhabilité en 2009.

## Œuvres
- Karakter i mentalitet jednog pokoljenja (1919, essai, Caractère et mentalité d'une génération)
- Dva meseca u jugoslovenskom sibiru (1920, récit, Deux mois dans la Sibérie yougoslave) sur un séjour d'exercices militaires au Kosovo
- Utuljena kandila (1922, recueil de nouvelles, Les Bougies enflammées)
- Crvene magle (1922, roman, Les Brumes rouges).
- Vitlo i druge priče (1924, recueil de nouvelles, Treuil et autres histoires)
- Bakić Ulija (1926, roman, Bakić Ulija)
- Utisci iz Rusije (1927, récit, Impressions de Russie)
- Pad sa građevine (1932, roman, Tomber d'un immeuble)